# Begum Jahan Shah Nawaz Ara
Begum Jahan Shah Nawaz Ara (o Jahanara Shahnawaz) (Lahore, 7 aprile 1896 – 27 novembre 1979) è stata una politica e attivista pakistana della Lega Musulmana Panindiana.

## Biografia
Nacque nei pressi di Lahore, figlia di Sir Muhammad Shafi, di famiglia di alto ceto sociale. Studiò al Queen Mary College di Lahore, nell'India britannica.

### Carriera politica
Nel 1918, Ara riuscì a far passare una risoluzione contro la poligamia al convegno delle donne della Lega Musulmana Panindiana. Nel 1935, fondò la Lega Musulmana delle Donne Provinciale del Punjab. Nella Conferenza della Tavola Rotonda del 1930, lei e Radhabai Subbarayan furono i due unici membri attivi di organizzazioni femminili nominate nella conferenza; si batterono invano per una quota del 5% riservata alle donne nelle legislature.
Nel 1937, venne eletta nell'Assemblea legislativa del Punjab e fu nominata segretario parlamentare per l'educazione, l'assistenza medica e la salute pubblica. Nel 1938 divenne membro del sottocomitato centrale delle donne della Lega Musulmana Panindiana. Nel 1942 il governo indiano la nominò membro del Consiglio Nazionale di Difesa, ma la Lega Musulmana chiese ai propri membri di rassegnare le dimissioni dal Consiglio. Ara si rifiutò e fu espulsa dalla Lega. Tuttavia, vi si reiscrisse nel 1946 e, nello stesso anno, venne eletta nell'Assemblea costituente centrale. Inoltre nel '46 si imbarcò con M. A. Ispahani in una missione diplomatica in America per spiegare il punto di vista della Lega Musulmana. Fu arrestata insieme ad altri leader della Lega durante il movimento di disobbedienza civile nel Punjab nel 1947.
Nel 1948 guidò una manifestazione di migliaia di donne nelle strade di Lahore, in protesta contro il fatto che fosse stato rimosso dall'agenda politica un disegno di legge per favorire migliori opportunità economiche per le donne. Con l'intervento del primo ministro Liaquat Ali Khan, passò la Muslim Personal Law of Shariat del 1948, che riconosceva il diritto di una donna di ereditare proprietà, compresi terreni agricoli, cosa che non era riconosciuta durante il Raj britannico.
Fu presidente del ramo provinciale della Conferenza delle Donne Musulmane Panindiane per sette anni e fu inoltre vice-presidente del Comitato centrale.
Fu la prima donna in Asia a presiedere una sessione legislativa. Tra il 1954 e il 1961 lavorò a una riforma del diritto di famiglia.
Fu coinvolta nelle commissioni per l'istruzione e gli orfanotrofi di Anjuman-i-Himayat-i-Islam, a Lahore, e nelle commissioni di diversi ospedali, nonché commissioni per il welfare infantile e per la maternità. Fu un membro del Comitato generale panindiano della Società della Croce Rossa.

### Libri
Ara scrisse il romanzo Husn Ara Begum e un libro di memorie intitolato in inglese Father and Daughter: a political autobiography. Scrisse inoltre per riviste femminili e riviste letterarie.

### Morte ed eredità
Jahanara Shahnawaz morì il 27 novembre 1979 all'età di 83 anni. Aveva avuto tre figli: Ahmad Shahnawaz Sr., un ingegnere chimico che fu il primo indiano a frequentare il Massachusetts Institute of Technology; Nasim Shahnawaz, politica del Partito Popolare Pakistano (nonché moglie del generale Akbar Khan); e Mumtaz Shahnawaz, morta in un incidente aereo nel 1948 mentre si dirigeva all'Assemblea generale delle Nazioni Unite in rappresentanza del Pakistan.
Jahanara Shahnawaz si adoperò per l'indipendenza economica del Pakistan. Secondo la sua visione, la politica estera del Pakistan avrebbe dovuto fondarsi sullo scambio e sul commercio tra le nazioni, piuttosto che sugli aiuti esterni.

### Vita privata
Era sposata con Mian Shah Nawaz.